# Alexandra David-Néelová
Alexandra David-Néelová, rozená Louise Eugénie Alexandrine Marie Davidová, (24. října 1868 Saint-Mandé–8. září 1969 Digne-les-Bains) byla belgicko-francouzská cestovatelka, orientalistka, spiritualistka, buddhistka a spisovatelka. Ve známost vešla především díky své návštěvě tibetské Lhasy v roce 1924, kdy byl cizincům vstup do města zakázán. David-Néelová napsala přes třicet knih o východních náboženstvích, filosofii i o svých cestách. Měla vliv na beatnické spisovatele jako Jack Kerouac a Allen Ginsberg či filosofa Alana Wattse. Její knihu o Tibetu čte také Karel Kopfrkingl v románu a filmu Spalovač mrtvol.

## Život
Narodila se v Paříži jako jediná dcera učitele Louise Davida a Belgičanky Alexandrine Borgmansové. V šesti letech se její rodina přestěhovala do Elsene v Belgii. Dětství strávila v internátních školách. Četba knih Julese Verna a prohlížení zeměpisných atlasů v ní vzbudily touhu po dobrodružství a cestování. Na naléhání svého otce nastoupila na Královskou konzervatoř v Bruselu, kde studovala hru na klavír a zpěv. V roce 1889 se během pobytu v Londýně seznámila s učením Heleny Petrovny Blavatské a Teosofické společnosti. Když dosáhla plnoletosti usadila se v Paříži, kde studovala filosofii a východní učení. Důkladněji se začala zajímat o buddhismus, navštěvovala hodiny sanskrtu a tibetštiny. Sympatizovala s anarchisty a feministickým hnutím, v letech 1893–1899 psala pod pseudonymem Mitra články do různých časopisů. Zapojila se do společenství svobodných zednářů. Živila se jako operní zpěvačka, během svých pěveckých turné používala pseudonym Alexandra Myrial. 
V letech 1890 a 1891 cestovala do Indie, kde studovala sanskrt, jógu, zajímala se o tibetskou hudbu. Při návratu přes severní Afriku studovala korán. V letech 1897 až 1900 žila v Paříži s klavíristou Jeanem Hautstontem, který jí pomohl vydat tiskem odborné anarchistické pojednání. Společně složili operu Lidie, lyrické drama o jednom dějství, ke kterému Hautstont napsal hudbu a Alexandra libreto. Od listopadu 1899 do ledna 1900 zpívala v aténské opeře a poté v červenci téhož roku v opeře v Tunisu, kde se krátce po svém příjezdu setkala se vzdáleným bratrancem Philippem Néelem, hlavním inženýrem tuniských železnic, za kterého se v roce 1904 provdala. Alexandra se vzdala pěvecké kariéry a věnovala se především orientalistice a buddhismu. V letech 1900–1908 publikovala několik článků pod pseudonymem Alexandra Myrial, včetně studie o náboženské moci v Tibetu a jejím původu. Manžel financoval všechny její další cesty a stal se jejím manažerem a literárním agentem. I když spolu nežili, nikdy se nerozvedli a pravidelně si dopisovali. P. F. Néel zemřel v roce 1941.
V roce 1911 David-Néelová podruhé cestovala do Indie, aby tam dále prohlubovala své znalosti o buddhismu. Navštívila království Sikkim a spřátelila se s nejstarším synem jeho vládce Sidkeong Tulku Namgyalem. Od května 1912 žila v Lachenu v jednom z největších městských klášterů, kde ji vyučoval jeho představený. Sidkeong pro ni zorganizoval týdenní expedici v horním Sikkimu, v nadmořské výšce 5 000 metrů. Navštívila Nepál a začátkem roku 1913 vykonala pouť do údajného Buddhova rodiště v Lumbini. Ve stopách Buddhy pokračovala do Váránasí a přes Darjeeling a Siliguri zpět do Sikkimu, kde se mezitím Sidkeong stal mahárádžou. V této době se dvakrát setkala s 13. dalajlámou Thubtänem Gjamcchem. V letech 1914–1916 žila v jedné ze sikkimských jeskyní nedaleko tibetských hranic a společně s mladým mnichem lámou Aphurem Jongdänem se věnovala studiu a praktikovala metody tibetských jogínů. Jongdän se později stal jejím adoptivním synem. Po učednictví v jeskyni jí její mistr dal náboženské jméno Yeshe Töme (Lampa moudrosti), což jí později vyneslo uznání buddhistických autorit při cestách po Asii. 
V červenci 1916 se vydala do Tibetu.V Žikace se v srpnu setkala s tehdejším pančhenlámou. Po návratu do Sikkimu ji britské koloniální úřady vyhostily, protože ignorovala zákaz vstupu do Tibetu. Když se chtěla vrátit do Evropy, zrovna probíhala první světová válka, rozhodla se proto i s Aphurem Jongdänem vydat do Japonska.

V Japonsku se setkala s Ekaiem Kawagučim, který v roce 1901 navštívil Lhasu v převlečení za čínského lékaře. To inspirovalo A. David-Néelovou, která se rozhodla zkusit Lhasu navštívit. Na tuto cestu, která trvala tři roky, se připravovala dvouletým pobytem v jeskyních - naučila se dokonale tibetsky a také řadu jogínských praktik, které pomáhají asketům přežít v krutých vysokohorských podmínkách. Putovala společně s Jongdänem v poutnickém převleku přes Čínu a poušť Gobi v Mongolsku. Roky 1918–1921 strávili v klášteře Kumbum v Tibetu, kde Alexandra s Jongdänovou pomocí přeložila slavný soubor textů Pradžňápáramita sútra (Dokonalost moudrosti). V únoru 1924 se jim podařilo dostat do Lhasy, kde v utajení strávili dva měsíce. Když hrozilo, že bude odhalena jejich identita, museli Tibet urychleně opustit. S pomocí britských obchodníků se jim podařilo dostat do Kalkaty a v květnu 1925 připluli do Le Havru. Celou cestu popisuje její nejznámější kniha O žebrácké holi do svatého města, která vyšla v roce 1927 v angličtině a francouzštině.

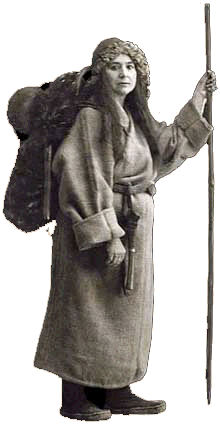
Alexandra David-Néelová ve Lhase, 1924

S velkým úspěchem byla přivítána v Paříži a poté se usadila ve francouzském Digne-les-Bains, kde v malém domku nazvaném Samten-Dzong (Pevnost meditace) během deseti let napsala několik knih. Pozornost vzbudily nejen její cestopisy, ale i knihy zabývající se buddhismem a tibetskou mystikou, tajnými naukami, které do té doby nebyly v Evropě popsány. Mezi těmito různými publikacemi v doprovodu Aphura Jongdäna, který se legálně stal jejím adoptivním synem, podnikala dlouhá přednášková turné po Francii a Evropě.
A. David-Néelová byla jako jediná Evropanka vysvěcena v Tibetu na lámu a stala se naldžorpou (mystikem s nadpřirozenou mocí). Významná v této oblasti je její kniha Pronikavý vhled (tajné učení tibetských buddhistů), kterou sama autorka označila jako "jedinečný doklad filosofických názorů tibetských vzdělanců, které patřily mezi neveřejné nauky, sdělované od ucha k uchu". V češtině vyšla tato kniha se zasvěceným komentářem Květoslava Minaříka. Díla A. David-Néelové vycházela v českých překladech brzy po vydání ve francouzštině a jsou pro svoji oblibu u čtenářů vydávána dodnes. Např. kniha O žebrácké holi do svatého města vyšla již v roce 1931 v České grafické unii s ilustracemi Zdeňka Buriana. Nejznámější - Mipam, lama s paterou moudrostí - byla u nás vydána několikrát, např. roku 1990 v Odeonu s ilustracemi Jaromíra Skřivánka.
V roce 1937 se A. David-Néelová opět vydala s lámou Jongdänem na cesty, tentokrát přes Sovětský svaz a transsibiřskou magistrálu do Číny. Na cestách strávila celé období druhé světové války, a až po osmi letech se vrátila zpět do Digne, kde dále psala knihy. Láma Jongdän náhle zemřel v roce 1955. Kvůli zhoršujícímu se revmatismu nemohla cestovat, musela chodit o holích a zpomalilo se i její pracovní tempo. Od roku 1959 o spisovatelku obětavě pečovala její sekretářka Marie-Madeleine Peyronnetová, která se starala také o vydávání jejích spisů. 
Alexandra David-Néelová zemřela 8. září 1969 ve svém domě v Samten Dzongu v Digne-les-Bains ve věku téměř 101 let. Její popel byl v roce 1973 převezen do Váránasí Marií-Madeleine Peyronnetovou a rozptýlen do Gangy spolu s popelem jejího adoptivního syna.
V domě, kde A. David-Néelová žila, bylo vybudováno její museum.

## Ocenění
- V roce 1925 získala cenu francouzské Akademie sportu, její jméno bylo zapsáno na seznam slávy francouzského sportu.
- Obdržela stříbrnou medaili Královské belgické geografické společnosti
- V roce 1927 byla vyznamenána Řádem Čestné legie, v roce 1963 získala hodnost komandéra

## Citáty
| „ | Cesty jsou příjemné pouze tehdy, jsou-li konány zvolna, dopřává-li si cestovatel mnoho volného času, aby se rozhlížel, aby se seznamoval důvěrně se zemí, kterou prochází, a... aby přemýšlel. | “ |

| „ | Naslouchej pravidelnému zvuku hodin. Každý jejich tikot je okamžikem, který zaniká a nikdy se nevrací. Naslouchej, jak prchá - stejně tak se odvíjí tvůj život. Jen několik minut tě možná odděluje od smrti, a ty jsi dosud nezačala žít, ani jsi nenašla způsob, jak žít. Nač ještě čekáš? | “ |